# Осада Гомеля (1654)
Осада Гомеля (1654) — осада войсками запорожских казаков крепости Гомель в годы русско-польской войны 1654—1667 годов (Кампания 1654 года). Осада завершилась взятием города.

## Предыстория осады
В начале русско-польской войны 1654—1667 годов развернулось широкомасштабное наступление русских войск на земли Великого княжества Литовского (Кампания 1654 года). В качестве взаимной помощи в знак признания власти царя Алексея Михайловича над Украиной, гетман Богдан Хмельницкий направил в поддержку русским войскам казачий корпус Ивана Золотаренко (около 20000 чел. Нежинский, Черниговский и Стародубский полки). Первоначально планировалось присоединение казацкого корпуса к главным силам русской армии, наступавшим на Смоленск. Однако И. Золотаренко с согласия Хмельницкого предпринял самостоятельные действия в юго-восточной Белоруссии Первой целью казаков стал город Гомель — крупный центр на реке Сож неподалёку от места впадения её в Днепр.

## Состояние крепости накануне осады
Гомель был самой сильной крепостью Посожья, располагавшейся при слиянии рек Гомьи и Сожа. Гомель имел устаревшие, но поддерживавшиеся в хорошем состоянии укрепления: сам город был окружён рвом и земляным валом, а центром обороны являлся деревянный замок, стоящий на высоком холме. Стены и башни были обмазаны глиной для препятствования поджогу.
Город находился на границе беспокойных казачьих земель и в ходе восстания Хмельницкого не раз оказывался в центре боевых действий: дважды он был захвачен казачьими отрядами (1648 и 1649 гг.), а в 1651 году выдержал длительную осаду и штурмы. Стратегическое значение города стало причиной того, что крепость была укреплена лучше большинства крепостей Белоруссии и снабжена сильным гарнизоном. Накануне войны в крепость была поставлена артиллерия из Вильно. По словам самого И. Золотаренко в письмах к царю: «Гомель… есть всем местам граничным литовским головою. Место велми оборонное, людей служилых немало, снарядов и пороху много…»
В Гомеле располагался сильный гарнизон наёмных войск: 5 рот польской пехоты, 1 рота немецкой пехоты (всего около 700 чел.), казацкая и татарская хоругви. Помимо этого в крепости собралось большое число окрестной шляхты, так что общее число защитников достигало 2000 человек. Командовал гарнизоном ротмистр казацкой хоругви, земский писарь Станислав Казимир Бобровницкий.

## Ход осады
К началу осады корпус Золотаренко достигал максимальной численности (около 20 000 чел.). Артиллерия корпуса была немногочисленной (7 полевых орудий), что вызвало затягивание осады. Защитники не стали оборонять сам город, укрывшись в замке. В течение месяца казачьи отряды четырежды ходили на приступ и все разы неудачно. В свою очередь, осаждённые предпринимали вылазки, нанося противнику чувствительные потери. Во время одной из вылазок был убит полковник Черниговского казацкого полка Степан Подбайло.
После этого казаки отказались от продолжения штурмов и перешли к осадным работам. Затащив полевые орудия на высокую Спасскую церковь, стоящую на посаде, они стали обстреливать замок калёными ядрами, вызывая пожары. В начале августа казакам удалось разрушить подземный ход, который вёл из замка к источнику воды. Это заставило гарнизон согласиться на почётную капитуляцию. Условия капитуляции не были выполнены казаками и большинство сдавшихся было взято в плен и уведено на Украину. В ходе осады мобильные казачьи отряды атаковали окрестные города и сёла, последовательно захватив города Речицу, Жлобин, Стрешин и Рогачёв.

## Значение
Взятие Гомеля закрепило за казаками юго-восточные районы Великого княжества Литовского, создав предпосылки для планируемого присоединения этих районов к Украине. В Гомеле были захвачено большое количество пушек, что позволило более активно вести осады и оборону крепостей. Несмотря на стойкость защитников, затягивание осады почти не имело положительных последствий для литовской армии, так как Золотаренко не ограничил свои действия борьбой за Гомель, а подчинил всё Посожье и вышел к Днепру.